# The Masterplan
The Masterplan är en samlingsskiva från 1998 med B-sidor från rockbandet Oasis singlar.

## Låtlista
Alla låtar är skrivna av Noel Gallagher om inget annat anges. A-sidan och högsta topplisteplaceringen inom parentes.
1. "Acquiesce" (Some Might Say, 1)
2. "Underneath the Sky" (Don't Look Back in Anger, 1)
3. "Talk Tonight" (Some Might Say, 1)
4. "Going Nowhere" (Stand By Me, 2)
5. "Fade Away" (Cigarettes and Alcohol, 7)
6. "The Swamp Song" (Wonderwall, 2)
7. "I Am the Walrus" (live) (Cigarettes and Alcohol, 7) Skriven av Lennon/McCartney.
8. "Listen Up" (Cigarettes and Alcohol, 7)
9. "Rockin' Chair" (Roll With It, 2)
10. "Half the World Away" (Whatever, 3)
11. "(It's Good) To Be Free" (Whatever, 3)
12. "Stay Young" (D'You Know What I Mean?, 1)
13. "Headshrinker" (Some Might Say, 1)
14. "The Masterplan" (Wonderwall, 2)